# Steigelfadbalm

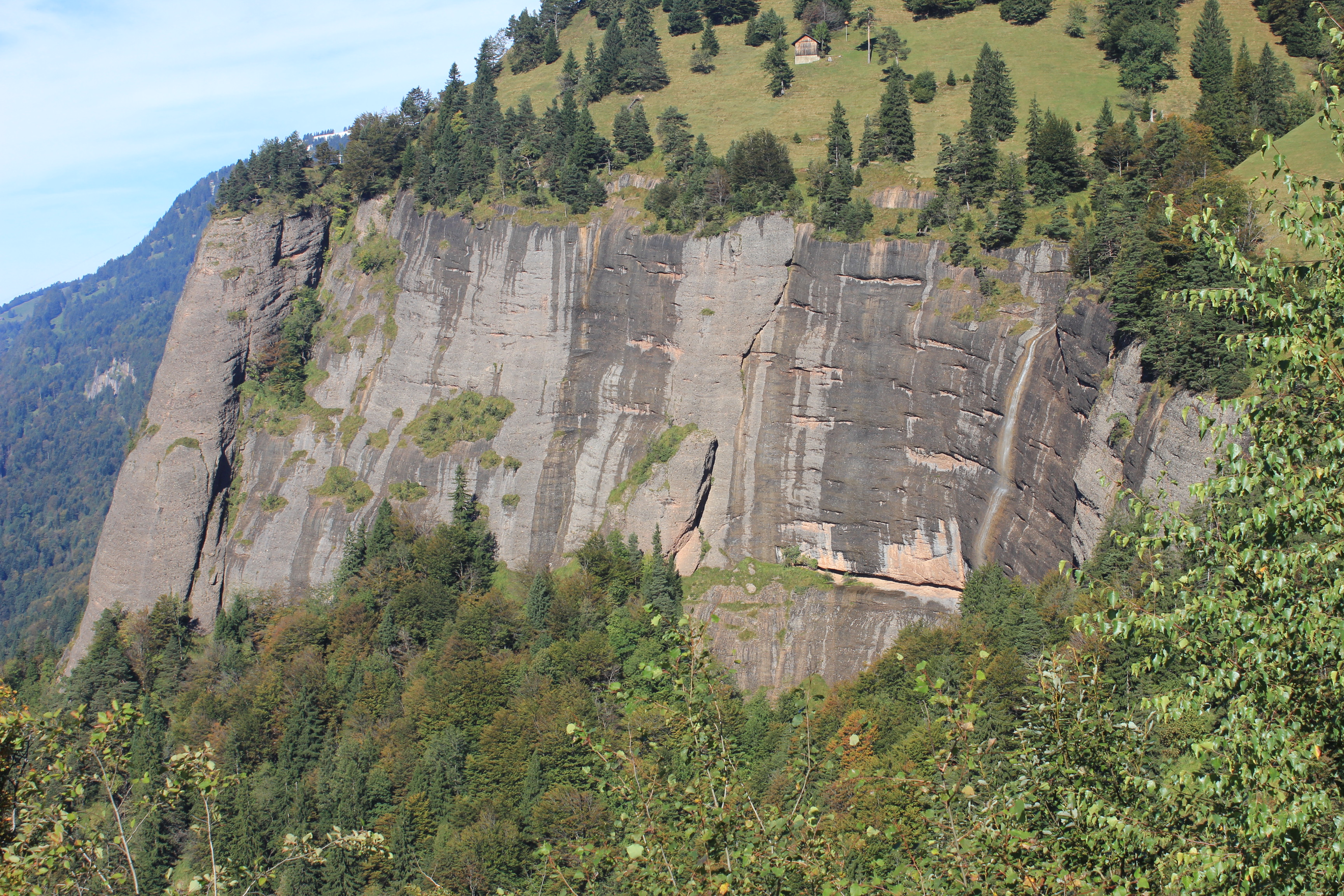
Felswand am Steigelfadbalm-Dossen. Die Höhle befindet sich unterhalb des Wasserfalls.

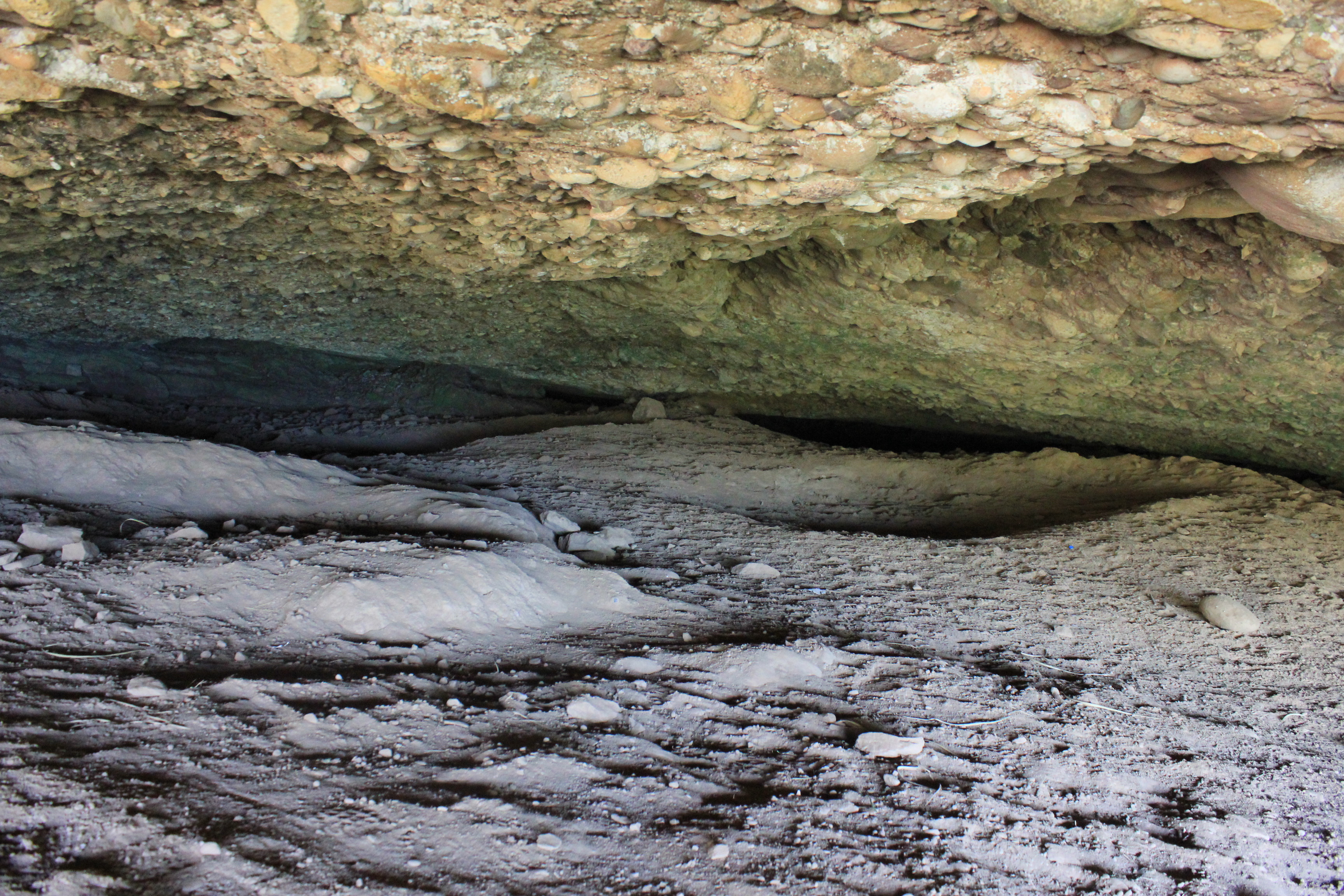
Das Innere der Höhle

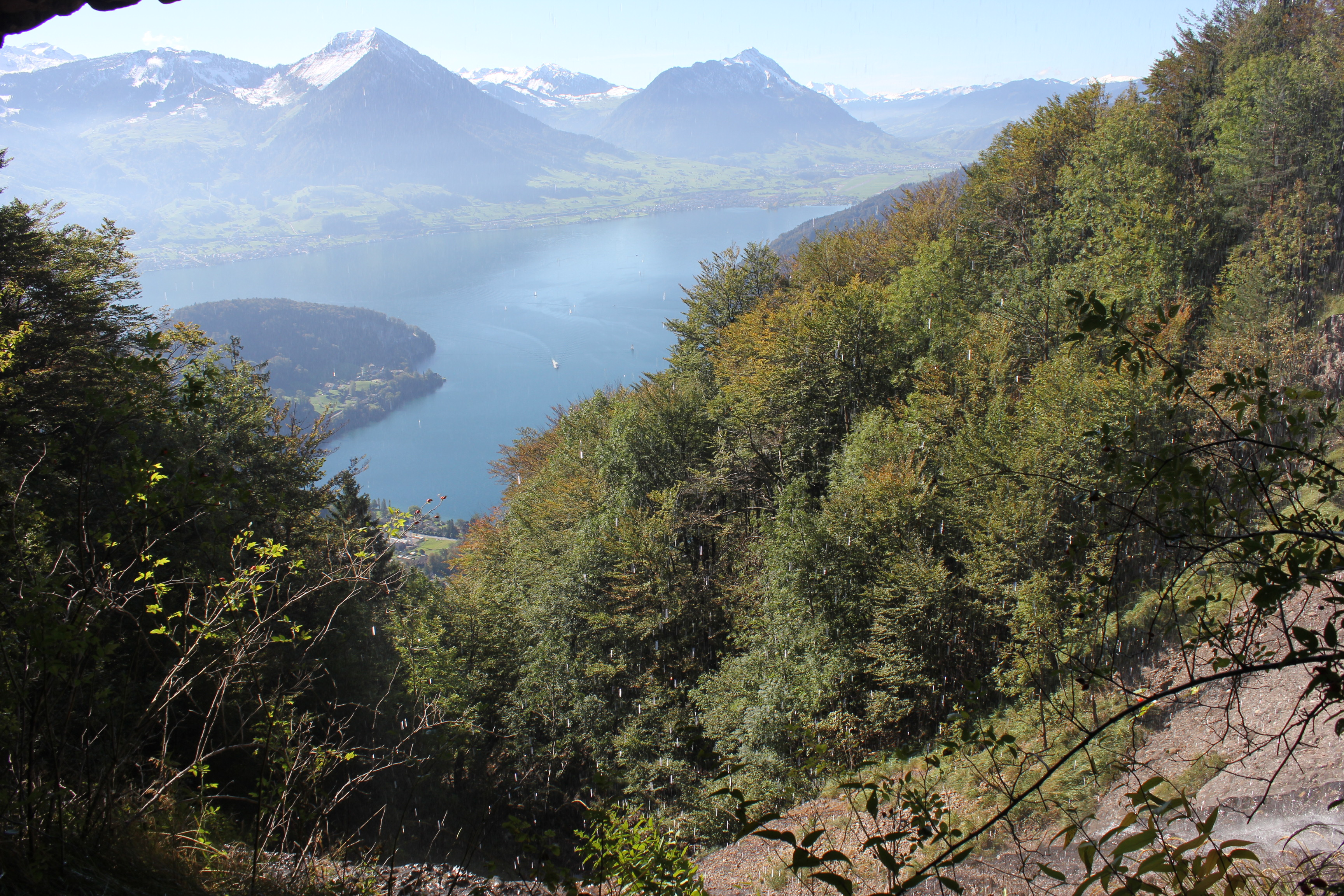
Blick von der Steigelfadbalm auf den Vierwaldstättersee.

Die Steigelfadbalm (oder Steigelfad-Balm) ist eine Höhle an der Südseite der Rigi, oberhalb von Vitznau im Kanton Luzern in der Schweiz. Sie befindet sich auf 960 m ü. M. Die 26,5 m tiefe und 27 m breite Höhle entstand durch Herauswitterung einer etwa zwei Meter dicken Mergelschicht zwischen zwei Nagelfluhbänken. In der Würm-Eiszeit war der Abri am Rand des Reussgletschers von Höhlenbären bewohnt, wie Grabungsfunde belegen.

## Grabungsarbeiten und Fundstücke
Zwischen 1913 und 1937 führte der Luzerner Privatgelehrte Wilhelm Amrein-Küpfer (1872–1946) mehrere Grabungskampagnen zur Erforschung der Höhlenablagerungen durch. Der Sohn des Gründers des Gletschergartens Luzern wurde vom Ausgräber Otto Köberle unterstützt. Unter dem sandigen Boden kamen lehmige Schichten zum Vorschein. Im oberen Teil der Stratigraphie bargen sie Funde aus der Bronze- und der Jungsteinzeit, darunter eiszeitliche Tierknochen, von Höhlenbären, eventuell Höhlenhyänen, Steinbock und Hirsch, sowie vereinzelte Werkzeuge aus Radiolarit. Dieses Rohmaterial ist in der örtlichen Nagelfluh vorhanden. Die Steinartefakte lassen sich nicht genau datieren. Der Höhlenbär ist in den Alpen vor rund 20'000 Jahren ausgestorben.
Amrein, der auch mehrere Feuerstellen beschreibt, war überzeugt, einen Rastplatz von moustérienzeitlichen Neandertalern gefunden zu haben und bezeichnete die Steigelfadbalm als paläolithische Wohnhöhle. Zeitlich fallen die Funde in die Frühzeit der modernen Menschen. Statt von Jagdbeute stammen sie jedoch vermutlich von natürlich verendeten Tieren, die den Winterschlaf nicht überlebt hatten. Auf Bearbeitungsspuren wurden die Knochen bis anhin nicht untersucht.
Die Höhlenbärenfunde sind im Regionalmuseum der Luzerner Rigigemeinden sowie im Gletschergarten ausgestellt oder befinden sich im Depot der Kantonsarchäologie Luzern.
Nach einer Studie von 2017 handelt es sich bei den Höhlenbären-Knochen um Ursus ingressus an der westlichsten Fundstelle dieser Art. Das Alter wurde auf 31177 Jahre BP mittels Radiokarbonmethode bestimmt.